# Drybus
Drybus (prononciation : [ˈdrɨbus]) est un village polonais de la gmina de Baranów dans le powiat de Grodzisk Mazowiecki de la voïvodie de Mazovie dans le centre-est de la Pologne.
Le village possède une population de 183 habitants en 2006.

## Histoire
De 1975 à 1998, le village appartenait administrativement à la voïvodie de Skierniewice.